# Universal Music Group
Universal Music Group N.V. (prescurtat deseori ca UMG și referit ca Universal Music Group sau Universal Music) este o companie muzicală multinațională olandeză-americană în conformitate cu legislația olandeză. Sediul corporativ al UMG se află în Hilversum, Țările de Jos și sediul operațional se află în Santa Monica, California. Cea mai mare companie de muzică din lume, este una din companiile "Big Three" de case de discuri, alături de Sony Music Group și Warner Music Group. Tencent a achiziționat 10 procente din Universal Music Group în martie 2020 pentru 3 miliarde € și a achiziționat încă 10 orocente în ianuarie 2021. Pershing Square Holdings ulterior a achiziționat 10 procente din UMG înainte de IPO-ul său la bursa de valori Euronext Amsterdam. Familia Bolloré încă deține 28 de procente din UMG (18 procente direct și zece procente prin Vivendi, compania de investiții a familiei Bolloré). Compania a devenit publică la 21 septembrie 2021, la o valoare de 46 miliarde €.
Din aprilie 2024, catalogul UMG include peste 3 milioane de înregistrări și 4 milioane de compoziții.